# Paolo Soprani
La Paolo Soprani è un'azienda produttrice di fisarmoniche con sede a Castelfidardo. La ditta prese il nome dal suo fondatore, che iniziò a costruire fisarmoniche nel 1863.

## Storia

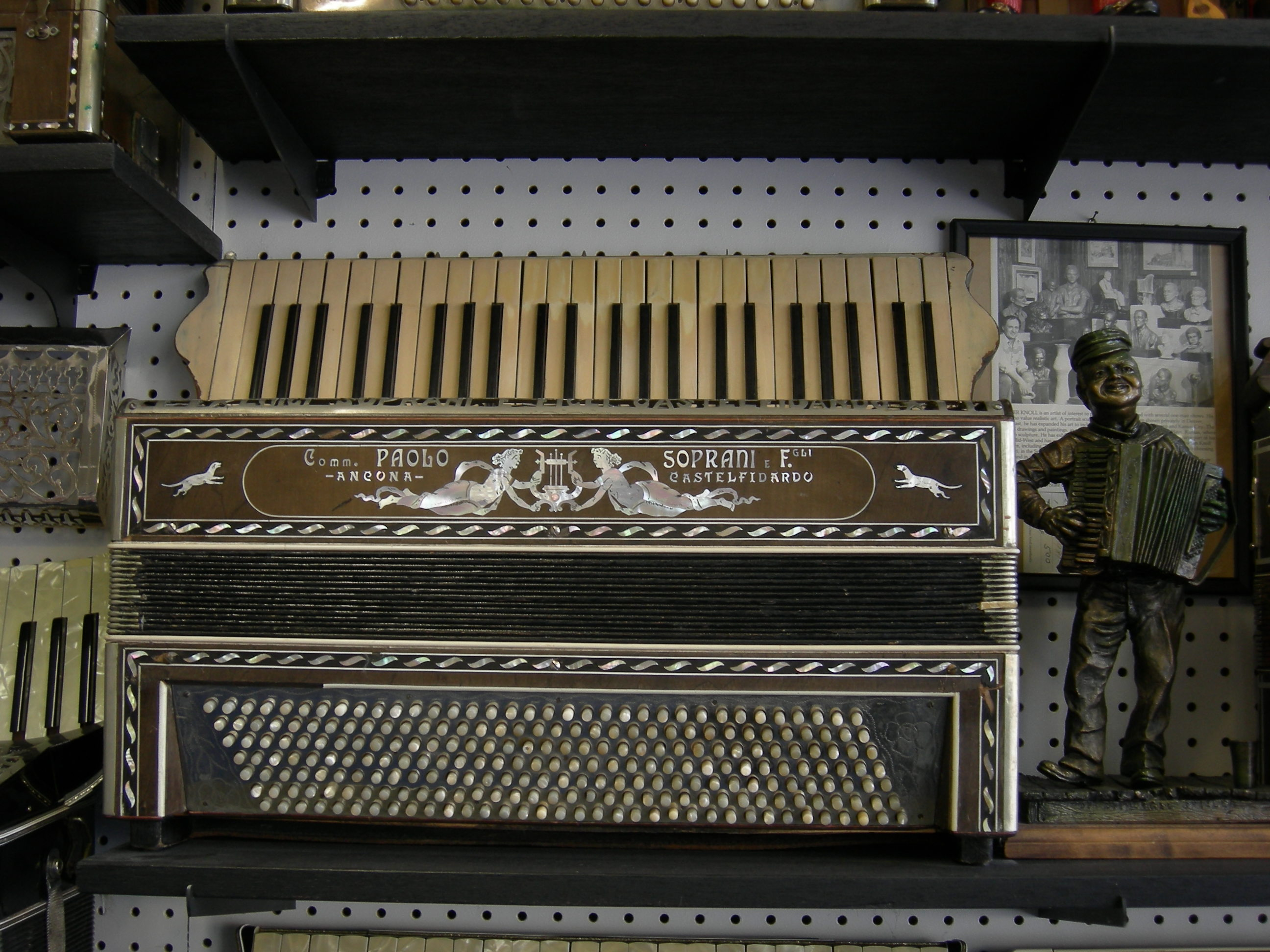
Vecchia fisarmonica da una collezione di Seattle

Fu in seguito all'incontro di Paolo Soprani, figlio di un'umile famiglia di contadini di Castelfidardo, con un pellegrino diretto alla Santa Casa di Loreto che il giovane conobbe la fisarmonica. Dopo essersi procurato uno strumento, il giovane Paolo, incuriosito dal suo funzionamento, lo smonta e lo rimonta al fine di impararne il procedimento. Inizia così, nello scantinato di casa ed assieme ai suoi fratelli, una produzione propria di fisarmoniche che vende nei mercati delle città limitrofe. Di li a poco il lavoro crebbe, costringendo i Soprani a trasferirsi in Piazza Garibaldi nel centro della città, spostando l'azienda in locali più grandi ed assumendo sempre più operai.
Fu sul finire del secolo che l'industria della fisarmonica vide una grande espansione anche in altri continenti, grazie soprattutto alla notevole emigrazione degli italiani nelle Americhe. Sul finire del secolo Castelfidardo contava 13 aziende produttrici di fisarmoniche, alcune delle quali fondate dai fratelli di Paolo che nel frattempo si erano messi in proprio. La sola Paolo Soprani, con l'aiuto dei figli Luigi ed Achille, contava 400 dipendenti.
Nel 1900 la Paolo Soprani partecipò alla fiera di Parigi dove Paolo divenne membro onorario della Accademia degli Inventori di Bruxelles e Parigi.
Nel 1910 un censimento industriale vide invece la ditta del fratello, Settimio Soprani prevalere come volume di produzione.
Paolo Soprani morì il 20 febbraio 1918, all'età di 73 anni, lasciando la ditta ai figli, che continuarono la produzione.
Nel 2013 le Poste Slovene dedicano a Paolo Soprani un francobollo speciale in occasione dei 150 anni dalla nascita dell'industria della fisarmonica.